# Schloss Weyberhöfe

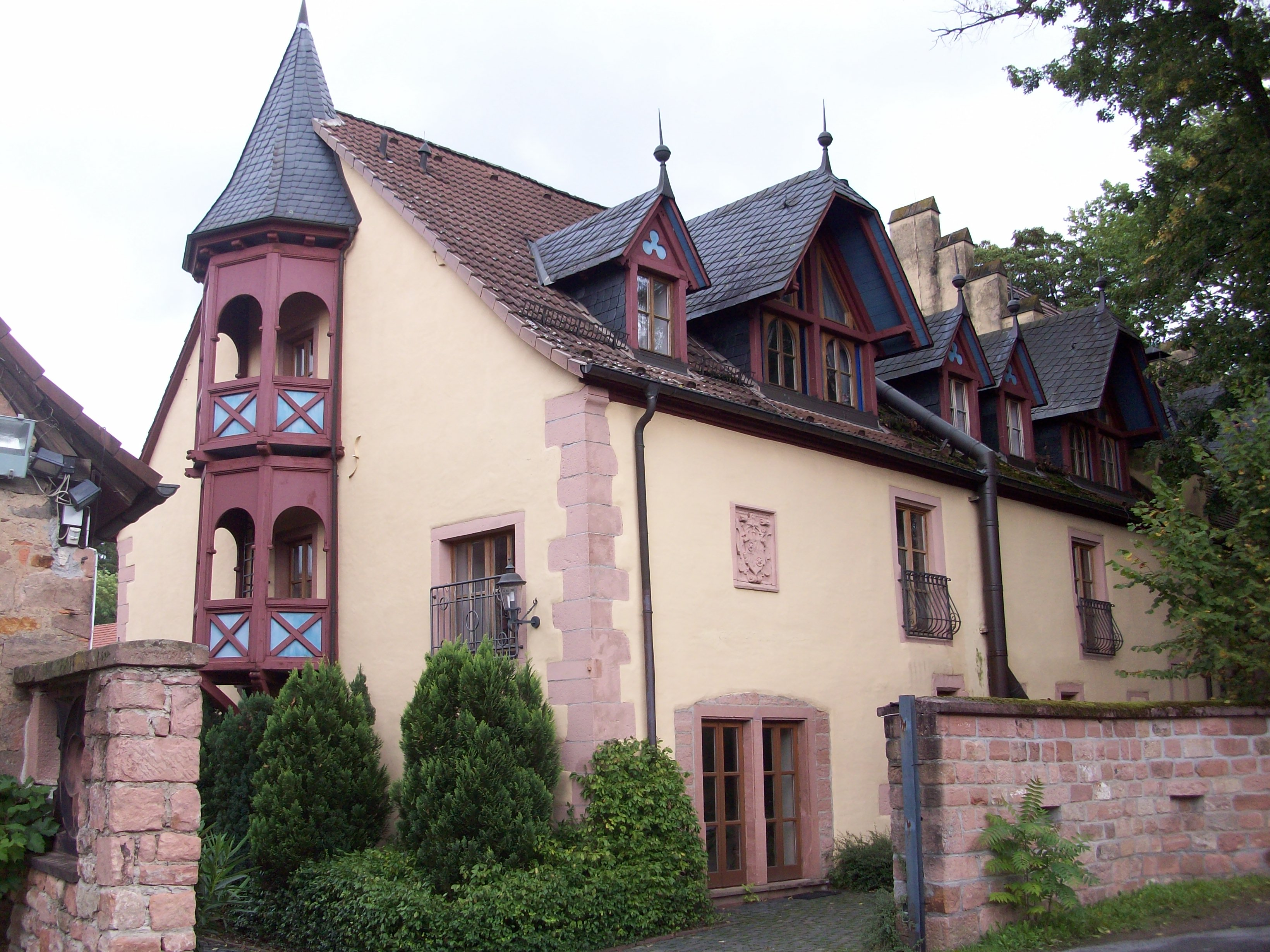
Schlossbau mit Mainzer Wappen (Südriegel)

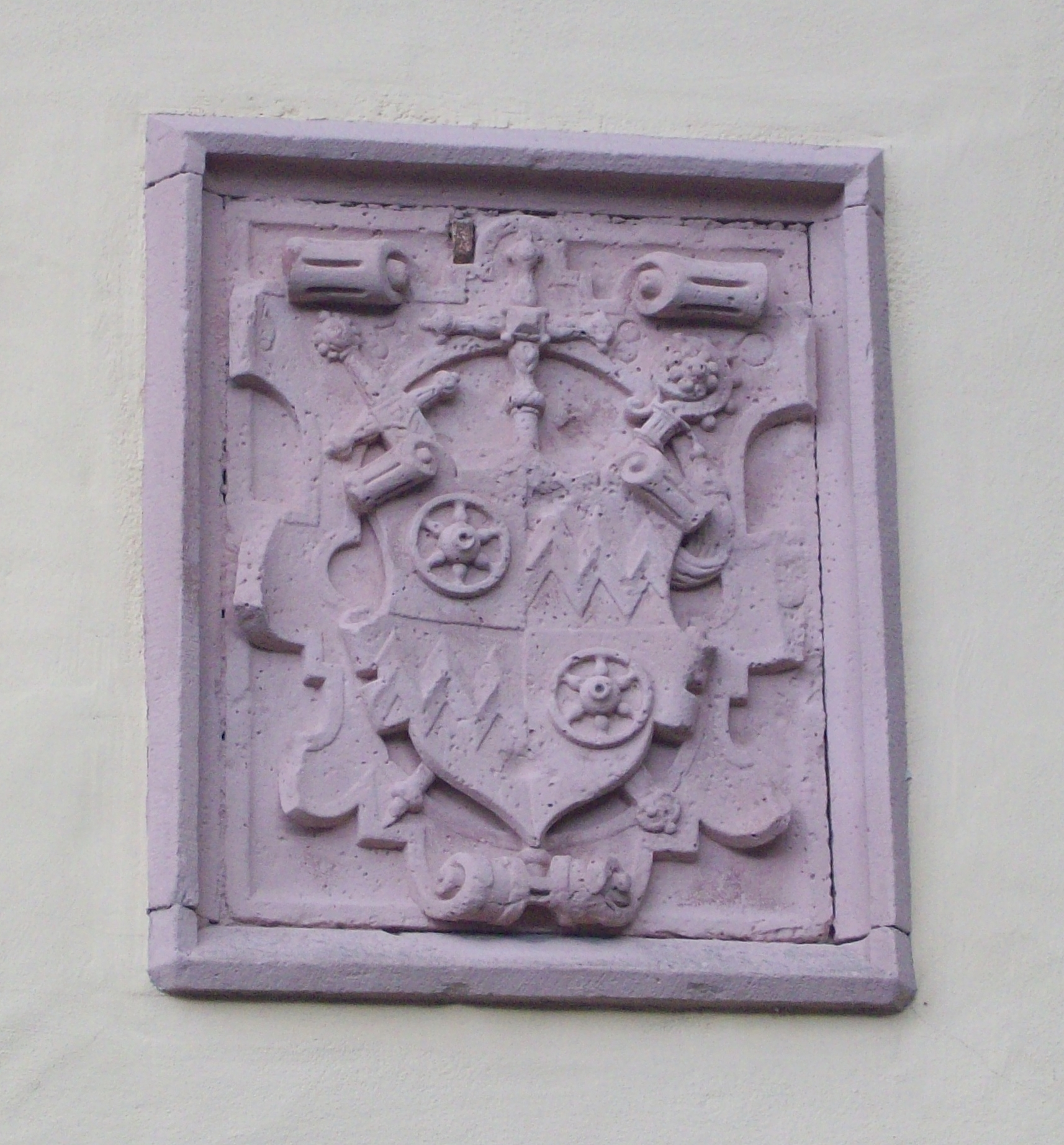
Wappen Kurfürst Daniel Brendel von Homburg

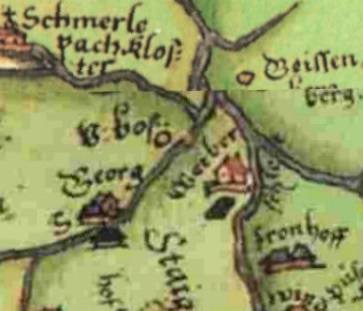
Pfinzingkarte von 1594

Das Schloss Weiberhof, das im Sailaufer Ortsteil Weiberhof liegt und heute das „Kurfürstliche Schlosshotel Weyberhöfe“ beherbergt, geht auf das erste von vier Jagdschlössern zurück, die im Spessart von den Mainzer Kurfürsten errichtet wurden. Es liegt am Ausgangs- und Zielpunkt mehrerer historischer Spessartübergänge, nämlich an der Lohrer Straße oder Mainzer Straße, die auch Kurfürstenweg genannt wurde und über Steiger die Spessarthöhen erreichte, am Römerweg über die Untersailaufer Höhe und den Engländer in Richtung Orb sowie am Weg über Keilberg, das Posthalterkreuz und Rohrbrunn nach Esselbach und Lengfurt.

## Geschichte
Werner von Eppstein errichtete 1265 dieses Jagdschloss „castrum vivarum“, wo er 1284 verstarb. Wahrscheinlich war es ein Steinturm mit Wirtschaftsgebäuden und einem Tiergarten wie der Name vivarum vermuten lässt. Im Markgräflerkrieg 1552 zerstört wurde 1557 unter Kurfürst Daniel Brendel von Homburg das Jagdschloss neu errichtet.
Aus dem „vivarum“ wurde im Lauf der Jahrhunderte „vivar“, „wiber“, „weiber“ und später auch „weyber“.
Im Hofgut Weyber ließ sich 1681 Michael Sickenberger von Großkrotzenburg kommend als Pächter, später Hofmann nieder. Er betrieb dort die Schafzucht und wurde „Erbbeständer des Weiberhoffs“; dieses Amt führten auch seine Söhne und deren Nachkommen bis ins 19. Jahrhundert aus. Auf der Spessartkarte des Paul Pfinzing von 1562/1594 wird Weiber mit einem Haus dargestellt.
In Stein gehauene Wappen erinnern daran, dass das Anwesen Sitz des Zentgrafen der „Cent vorm Spessart“ war.
1812 gehörte der Weiberhof zur Mairie Sailauf. 1823 bestand am Weiberhof ein Eisenhammer des Heinrich Gemeiner (1798–1854), Eisenwerksbesitzer in Weiberhof bei Aschaffenburg und Laufach, dem auch der Eisenhammer am Aschaffsteg (Markt Hösbach) gehörte. 1824 hatte der Weiberhof eine Mahlmühle und zwei Ölmühlen. 1857 war Anton Sickenberger Gutsbesitzer auf dem Weiberhof, danach sein Sohn Leonhard Sickenberger, 1867 Hermann John. 1876 befanden sich auf dem Weiberhof die Eisenschmelze und Gießerei des Herrn Georg Winter. 35 Arbeiter verarbeiteten dort Staffelsteiner Eisenerz. Aus dieser Zeit ist noch der Fuß eines Fabrikschornsteins erhalten geblieben, der zu einem Uhrtürmchen umgestaltet worden ist. 1897 war Franz von Dressler von Scharfenstein Gutsbesitzer auf dem Weiberhof.
Im Jahre 1904 erwarb Alexander von Cancrin, Nachkomme einer Hessischen Bergmeisterfamilie aus Bieber im Spessart, der badischen Linie entstammend, das Anwesen und führte es als landwirtschaftlichen Betrieb. Es kam zu einer Umgestaltung des Adelssitzes im Stil des Historismus. 1990 verstarb die letzte Hofeigentümerin, Freifrau Alix von Cancrin (1904 – 26. Dezember 1990).
Ihr Nachbesitzer, der Kaufmann Edmund Weber, besann sich des kurfürstlichen Mundkochs Marx Rumpolt und baute das Anwesen von 1993 bis 1995 unter weitgehender Berücksichtigung historischer Vorgaben zu einem Wellness-Hotel um, das den Namen „Schlosshotel Weyberhöfe“ hat. Das Gebäude ist unter der Nummer D-6-71-150-2 in die bayerische Denkmalliste als Baudenkmal eingetragen und wird dort unter der Adresse Weyberhöfe 11 wie folgt beschrieben: Ehem. Jagdschloß Weiberhof, jetzt Hotel, Satteldachbau mit Treppengiebeln, 16. Jh.; Wirtschaftsgebäude.
1998 wurde unter der Leitung des Kochs Juan Amador das Restaurant „Careme“ eröffnet, dass 2001 den zweiten Michelin-Stern erhielt. Juan Amador war 1999–2003 im Schlosshotel Weyberhöfe Chef de Cuisine. Unter neuer Leitung entstand bis 2005 eine Hotelanlage mit Tagungs- und Veranstaltungsräumen, mit Beautyfarm, Tropfsteinhöhle, Eisgrotte, Erlebnisduschen und Tauchbecken. Das Hotel wurde 2016/17 renoviert.

## Landschaft
Schloss Weyberhöfe liegt auf parkartigem Gelände an der Laufach zwischen dem alten Kurfürstenweg von Aschaffenburg nach Lohr am Main (heute B 26) und der Bahnlinie Frankfurt – Würzburg am Rande des Landschaftsschutzgebietes Spessart. Am angrenzenden Gewerbegebiet Weyberhöfe fließt der Sailaufbach in die Laufach, die westlich der Kläranlage und nördlich der Autobahn A3 in die Aschaff mündet.